# Jutta Pohlmann

Jutta Pohlmann (2017)

Jutta Pohlmann (* 9. Juni 1968 in Korbach, Hessen) ist eine deutsche Kamerafrau (Director of Photography).

## Leben
Nach dem Abitur sammelte Jutta Pohlmann erste Erfahrungen an der Tisch School of Arts, New York University, wo sie 1991 den Sommerkurs „Beginning Film Production“ absolvierte. Von 1991 bis 1997 studierte sie Kamera und Regie an der Academy of Drama and Film in Budapest, Ungarn. Seit 1995 arbeitet Pohlmann als freie Kamerafrau für Spielfilm, Werbung und Musikvideos. Sie lebt in Berlin. Mehrfach wurde sie für ihre Arbeiten ausgezeichnet. Jutta Pohlmann ist Mitglied der Deutschen Filmakademie und des Bundesverband Kamera BVK. Seit 1997 unterrichtet sie an diversen Instituten im Fach Cinematography u. a. an der Deutschen Film und Fernsehakademie Berlin (DFFB) und seit Januar 2020 ist sie Professorin für "Director of Photography" an der Internationalen Filmschule (IFS), Köln.

Jutta Pohlmann (2015)

Jutta Pohlmann drehte  elf Kinofilme und siebzehn TV-Filme. Des Weiteren führte sie die Kamera bei über 300 Werbefilmen, 25 Kurzfilmen, über 36 Musikvideos und zehn Dokumentarfilmen. Bei einigen Projekten führte sie Regie und Kamera. Im Winter 2015 war sie Kamera-Mentorin für den Spielfilm Kati Kati in Kenia (Afrika), der im Rahmen von Tom Tykwers produziert wurde. Mit Weltfilme e.V., Berlin und dem National Film & Television Institut Ghana (NAFTI)entwickelt Jutta Pohlmann 2023/24 das Online Curriculum und Textbook für den Atingi-Kurs: Basic Cinematography.

## Projekte

### Werbung (Auswahl)
Vox (diverse Formatopener und Werbetrenner), Faber Lotto, Meditonsin, Klosterfrau, Abtei, Lenovo Tablets, Europa Versicherung, Danone Fruchtzwerge, Birkel, Studienkreis, VW Autostadt, Nesquik, Immoscout 24, Dany + Sahne, Pampers, Müller Milch, Allianz, Real, Penaten, T-Mobile, AOK, McDonald’s, Nestlé Fitness, Nutella, Vodafone, LBS, Axe, Veltins, Postbank, Spreequell, Kelloggs, Kawasaki, Labello, Allegra, Persil, Axa Versicherungen

### Musik-Videos (Auswahl)
Tocotronic, Kool Savas, MC Rene, Whirlpool Productions, 2raumwohnung, Egoexpress, Etwas (Band), Rainbirds.

### Art Film (Auswahl)
Assaf Gruber "The Conspicuous Parts" & "The Anonymity of the night", Douglas Gordon "Neck of the Woods (WT)", Maria Eichhorn "Lexicon of sexual Practices", Anna Gaskell "Telling Stories", Roth/Stauffenberg "Sarajevo"

## Filmografie
- 1995: Hajdu Kinga + Kosa Janos (Artistsportrait Dokumentarfilm), Regie: Mihaly Györik
- 1995: A Jorney to Budapest, (Touristic Film), Regie: Péter Palátsik
- 1995: Hack, the fake Mantails, Regie: Daniel Young
- 1996: The Revolution in Hungary 1956 (Dokumentarfilm), Regie: Kurt Tezlaff
- 2000: England!, Regie: Achim von Borries
- 2001: Die 12 Cellisten (The Berlin Philharmonics, Dokumentarfilm.), Regie: Edda Baumann
- 2001: Baader, Regie: Christopher Roth
- 2002: Was nützt die Liebe in Gedanken, Regie: Achim von Borries
- 2003: Die Fremde Frau, Regie: Matthias Glasner
- 2005: Eden, Regie: Michael Hofmann
- 2006: Maroc en Vogue, (Mädchengeschichten Dokumentarfilm), Regie: Irene von Alberti
- 2007: Die Anruferin, Regie: Felix Randau
- 2008: So glücklich war ich noch nie, Regie: Alexander Adolph
- 2009: Der letzte Angestellte, Regie: Alexander Adolph
- 2010: Ein starkes Team – Am Abgrund, Regie: Alexander Adolph
- 2012: Tatort – Der tiefe Schlaf, Regie: Alexander Adolph
- 2012: Einmal Hans mit scharfer Soße, Regie: Buket Alakus
- 2013: Polizeiruf 110: Morgengrauen, Regie: Alexander Adolph
- 2014: Tatort: Der sanfte Tod, Regie: Alexander Adolph
- 2014: Mein Sohn Helen, Regie: Gregor Schnitzler
- 2015:  Kati Kati, cinematography mentorship for One fine day Films, Kenya
- 2015: Tatort: Taxi nach Leipzig (Jubiläumsfolge 1000), Regie: Alexander Adolph
- 2016: Landkrimi – Höhenstraße, Regie: David Schalko
- 2016: Petting statt Pershing, Regie: Petra Lüschow
- 2017: Der große Rudolph, Regie: Alexander Adolph
- 2018: Tatort: Ausgezählt, Regie Katalin Gödrös
- 2019: Amen Saleikum – Fröhliche Weihnachten, Regie Katalin Gödrös
- 2019: Schwartz & Schwartz – Wo der Tod wohnt, Regie: Alexander Adolph
- 2021: Nord Nord Mord – Sievers und der schönste Tag, Regie: Maria von Heland
- 2021: Kolleginnen – Für immer, Regie: Maria von Heland
- 2022: Die nettesten Menschen der Welt, Regie: Alexander Adolph
- 2024: Hallo Spencer – Der Film, Regie: Timo Schierhorn
- 2024: Verhängnisvolle Leidenschaft Sylt, Regie: Elmar Fischer
- 2025: Der Überraschungsgast (AT), Regie: Wolfgang Fischer (in Produktion)

## Auszeichnungen
für beste Kameraführung
- 1995: Kamerapreis, 48. Internationales Filmfestival von Locarno für „Murder, they said !“ Kategorie: Kurzfilm, Regie: Mihalyi Györik
- 1996: Kamerapreis, Hungarian Film Week, Budapest, für „Murder, they said !“, Kategorie: Kurzfilm, Regie: Mihalyi Györik
- 1998: Kamerapreis, Int. Festival der Filmschulen, München – Kategorie: Kurzfilm, für „Halberstadt“, Regie: Achim von Borries
- 2001: Silver World Medal beim New York Festival für „VW – Autostadt, Int. Automobil Ausstellung (IAA)“, Regie & Kamera: Jutta Pohlmann
- 2001: Beste Kamera, „Femme Totale“ Festival, Dortmund für „England!“, Regie: Achim von Borries
- 2002: Beste Kamera, Preis der deutschen Filmkritik für „England!“, Regie: Achim von Borries
- 2002: „VW Autostadt“ – Merit Award, Film Film für die Automobilausstellung – Regie & Kamera: Jutta Pohlmann

## Nominierungen
für beste Kameraführung
- 2017: Nominierung für die österreichische ROMY, Kategorie beste Filmgestaltung, für "Höhenstrasse", Regie: David Schalko
- 2004: Nominierung deutscher Kamerapreis für Die Fremde Frau
- 2005: Nominierung deutscher Kamerapreis für Was nützt die Liebe in Gedanken